# Lucas Cano
Lucas Matías Cano (José C. Paz, Argentina; 9 de mayo de 1995) es un futbolista argentino. Juega como delantero y su equipo actual es el Deportivo Táchira, de la Primera División de Venezuela.

## Trayectoria
Debutó en el "Bicho" el 13 de febrero de 2012 contra Unión de Santa Fe en un (0-0) bajo la dirección de Nestor Gorosito. Su primer gol en primera lo convirtió el 8 de febrero de 2014 contra Godoy Cruz Antonio Tomba de Mendoza, y su primer expulsión fue el 8 de marzo de 2014 contra el CA Lanús.

## Estadísticas

### Clubes
Actualizado de acuerdo al último partido jugado el 9 de agosto de 2025.
| Club                                | Div.          | Temporada     | Liga  | Liga  | Liga   | Copas nacionales | Copas nacionales | Copas nacionales | Torneos internacionales | Torneos internacionales | Torneos internacionales | Total | Total | Total  |
| Club                                | Div.          | Temporada     | Part. | Goles | Asist. | Part.            | Goles            | Asist.           | Part.                   | Goles                   | Asist.                  | Part. | Goles | Asist. |
| ----------------------------------- | ------------- | ------------- | ----- | ----- | ------ | ---------------- | ---------------- | ---------------- | ----------------------- | ----------------------- | ----------------------- | ----- | ----- | ------ |
| Argentinos Juniors Argentina        | 1.ª           | 2011-12       | 8     | 0     | 0      | 1                | 0                | 0                | —                       | —                       | —                       | 9     | 0     | 0      |
| Argentinos Juniors Argentina        | 1.ª           | 2012-13       | —     | —     | —      | 1                | 0                | 0                | —                       | —                       | —                       | 1     | 0     | 0      |
| Argentinos Juniors Argentina        | 1.ª           | 2013-14       | 12    | 1     | 0      | —                | —                | —                | —                       | —                       | —                       | 12    | 1     | 0      |
| Argentinos Juniors Argentina        | 2.ª           | 2014          | 3     | 1     | 0      | —                | —                | —                | —                       | —                       | —                       | 3     | 1     | 0      |
| Argentinos Juniors Argentina        | 1.ª           | 2015          | 5     | 1     | 0      | —                | —                | —                | —                       | —                       | —                       | 5     | 1     | 0      |
| Argentinos Juniors Argentina        | 1.ª           | 2016          | 3     | 0     | 0      | —                | —                | —                | —                       | —                       | —                       | 3     | 0     | 0      |
| Argentinos Juniors Argentina        | 2.ª           | 2016-17       | 7     | 0     | 0      | —                | —                | —                | —                       | —                       | —                       | 7     | 0     | 0      |
| Argentinos Juniors Argentina        | Total club    | Total club    | 38    | 3     | 0      | 2                | 0                | 0                | 0                       | 0                       | 0                       | 40    | 3     | 0      |
| Felda United Malasia                | 1.ª           | 2016-17       | 11    | 6     | 2      | —                | —                | —                | 5                       | 0                       | 0                       | 16    | 6     | 2      |
| Felda United Malasia                | Total club    | Total club    | 11    | 6     | 2      | 0                | 0                | 0                | 5                       | 0                       | 0                       | 16    | 6     | 2      |
| Deportes La Serena · Chile          | 2.ª           | 2018          | 27    | 6     | 0      | 2                | 1                | 1                | —                       | —                       | —                       | 29    | 7     | 1      |
| Deportes La Serena · Chile          | Total club    | Total club    | 27    | 6     | 0      | 2                | 1                | 1                | 0                       | 0                       | 0                       | 29    | 7     | 1      |
| Chacarita Juniors Argentina         | 2.ª           | 2018-19       | 7     | 1     | 2      | —                | —                | —                | —                       | —                       | —                       | 7     | 1     | 2      |
| Chacarita Juniors Argentina         | 2.ª           | 2019-20       | 20    | 5     | 1      | —                | —                | —                | —                       | —                       | —                       | 20    | 5     | 1      |
| Chacarita Juniors Argentina         | Total club    | Total club    | 27    | 6     | 3      | 0                | 0                | 0                | 0                       | 0                       | 0                       | 27    | 6     | 3      |
| San Martín (T) Argentina            | 2.ª           | 2020          | 4     | 0     | 0      | 1                | 0                | 0                | —                       | —                       | —                       | 5     | 0     | 0      |
| San Martín (T) Argentina            | 2.ª           | 2021          | 27    | 6     | 2      | —                | —                | —                | —                       | —                       | —                       | 27    | 6     | 2      |
| San Martín (T) Argentina            | 2.ª           | 2022          | 12    | 2     | 0      | 1                | 0                | 0                | —                       | —                       | —                       | 13    | 2     | 0      |
| San Martín (T) Argentina            | Total club    | Total club    | 43    | 8     | 2      | 2                | 0                | 0                | 0                       | 0                       | 0                       | 45    | 8     | 2      |
| Arsenal de Sarandí Argentina        | 1.ª           | 2022          | 13    | 0     | 0      | —                | —                | —                | —                       | —                       | —                       | 13    | 0     | 0      |
| Arsenal de Sarandí Argentina        | Total club    | Total club    | 13    | 0     | 0      | 0                | 0                | 0                | 0                       | 0                       | 0                       | 13    | 0     | 0      |
| C. A. Güemes Argentina              | 2.ª           | 2023          | 34    | 9     | 6      | —                | —                | —                | —                       | —                       | —                       | 34    | 9     | 6      |
| C. A. Güemes Argentina              | Total club    | Total club    | 34    | 9     | 6      | 0                | 0                | 0                | 0                       | 0                       | 0                       | 34    | 9     | 6      |
| Sport Huancayo · Perú               | 1.ª           | 2024          | 32    | 16    | 0      | —                | —                | —                | 1                       | 0                       | 0                       | 33    | 16    | 0      |
| Sport Huancayo · Perú               | Total club    | Total club    | 32    | 16    | 0      | 0                | 0                | 0                | 1                       | 0                       | 0                       | 33    | 16    | 0      |
| Deportivo Táchira F. C. · Venezuela | 1.ª           | 2025          | 23    | 2     | 4      | 2                | 1                | 0                | 6                       | 0                       | 0                       | 31    | 3     | 4      |
| Deportivo Táchira F. C. · Venezuela | Total club    | Total club    | 23    | 2     | 4      | 2                | 1                | 0                | 6                       | 0                       | 0                       | 31    | 3     | 4      |
| Total carrera                       | Total carrera | Total carrera | 248   | 56    | 17     | 8                | 2                | 1                | 12                      | 0                       | 0                       | 268   | 58    | 18     |
| 1. 2. 3.                            |               |               |       |       |        |                  |                  |                  |                         |                         |                         |       |       |        |

## Palmarés

### Torneos nacionales
| Título                     | Club               | País      | Año     |
| -------------------------- | ------------------ | --------- | ------- |
| Ascenso a Primera División | Argentinos Juniors | Argentina | 2014    |
| Primera B Nacional         | Argentinos Juniors | Argentina | 2016-17 |